# Picus vaillantii
Picus vaillantii là một loài chim trong họ Picidae.
Loài gõ kiến này là loài định cư và sinh sản tại ba nước Maghreb Maroc, Algeria và Tunisia ở phía tây bắc châu Phi. Loài này được đặt theo tên của nhà thám hiểm người Pháp, nhà sưu tập và nhà nghiên cứu chim, François Le Vaillant.
Loài gõ kiến này sinh sống ở rừng trên núi đến độ cao 2000 m. Chúng làm tổ trong các hốc cây. Chim mái đẻ một lứa từ 4-8 trứng.
Chim gõ kiến Levaillant dài 30–33 cm với sải cánh dài 45–51 cm. Nó rất giống với chim gõ kiến xanh châu Âu, đặc biệt là chim mái của giống Iberia P. v sharpei.

## Tham khảo

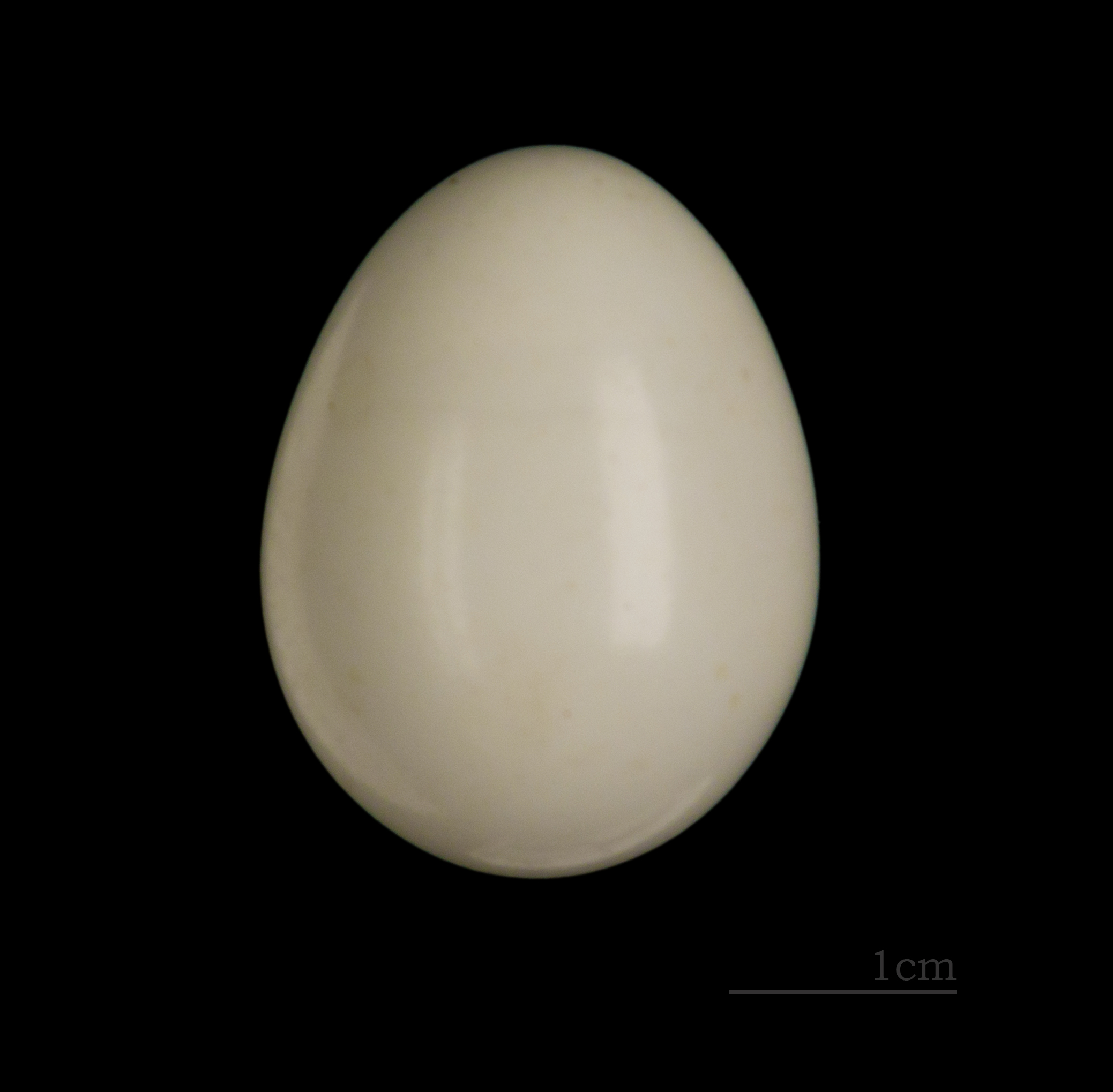
Trứng Picus vaillantii